# Киркоры
Кирко́ры (бел. Кіркоры) — деревня в составе Сластёновского сельсовета Чаусского района Могилёвской области Республики Беларусь.

## Население
- 2010 год — 28 человек